# 주정경
주정경(1989년 7월 25일 ~ )은 대한민국 전 기상캐스터, MC이다.

## 학력
- 이화여자대학교 광고홍보학, 방송영상학

## 경력
- 2012년 : KBS 대통령 선거방송 리포터
- 2013년 : TJB 기상캐스터 / 보조MC
- 2014년 ~ 2018년 : 연합뉴스TV 공채 기상캐스터

## 과거 진행

### 텔레비전
- 오후 날씨뉴스